# 史丹佛·瓦倫
史丹佛·利克·瓦倫（英語：Stafford Leak Warren，1896年7月19日—1981年7月26日），美國物理學家和放射學家。他是核醫學領域的先驅，重要貢獻為包括發明乳房攝影術。瓦倫在羅徹斯特大學醫學院放射科工作時，成功開發出能產生乳房X光立體視覺影像的技術。
瓦倫在1943年任官為美國陸軍醫務隊上校，同時身任曼哈頓工程特區醫務主任，負責曼哈頓計劃數千名相關人員的健康與安全。他曾派赴墨西哥阿拉莫戈多參與三位一體核武計畫，監督世界上第一個核子武器引爆的安全問題。此外，他領導曼哈頓計畫的調查小組，負責評估廣島市和長崎市原子彈爆炸的影響。1946年，他擔任聯合特遣部隊的放射安全部門最高領導人，親自督促美國在比基尼環礁的核試驗——十字路口行動。
1947年，瓦倫成為洛杉磯加利福尼亞大學的首位醫學院院長。在他的領導下，醫學院從一所新設、沒沒無聞的學術單位，迅速發展、躋身主流。瓦倫在1962年受任為衛生服務部長。1963年至1965年間，他先後擔任美國總統約翰·甘迺迪和林登·詹森的特別助理，負責精神遲鈍相關檢查。他在1965年重返洛杉磯加利福尼亞大學，獲頒榮譽教授職位，直到他1981年去世時卸任。1971年，美國原子能委員會授予瓦倫費米獎，以表揚他在科學和醫學領域的貢獻。

## 早年
史丹佛·利克·瓦倫在1896年6月19日出生於新墨西哥州的麥斯威爾。他就讀柏克萊加州大學，1918年獲得文學士學位。1920年5月22日，他和維奧拉·洛克哈特結婚，後生了兩女一子。瓦倫並前往舊金山加利福尼亞大學醫學院進修，1922年以醫學博士學位畢業。他隨後在約翰·霍普金斯大學和哈佛大學完成博士後研究。